# Michail Michailowitsch Dubinin
Michail Michailowitsch Dubinin (russisch Михаил Михайлович Дубинин, * 19. Dezemberjul. / 1. Januar 1901greg. in Moskau, Russisches Kaiserreich; † 13. Juli 1993  ebenda) war ein sowjetischer Chemiker, der auf dem Gebiet der physikalischen Chemie arbeitete.

## Leben
Dubinin schloss 1921 sein Studium an der damaligen Moskauer Technischen Hochschule (russisch: Московское высшее техническое училище, МВТУ) ab. Sein wissenschaftlicher Lehrer war Nikolai Schilow. Anschließend war er wissenschaftlicher Mitarbeiter in einem chemischen Institut und nebenbei als Dozent für Physik und Chemie tätig. 1923 arbeitete er in der Arbeitsgruppe von Wilhelm Ostwald in Berlin. 1928 wurde er Dozent an der Chemischen Fakultät der Moskauer Technischen Hochschule. Seit 1932 lehrte er auch an der sowjetischen Militärakademie für chemische Verteidigung, wurde dort 1933 zum Professor ernannt und war von 1933 bis 1955 Leiter eines Lehrstuhls. Während des Zweiten Weltkrieges wurde er für seine Arbeiten über den Schutz vor chemischen Waffen zum Generalmajor-Ingenieur befördert. 1943 wurde er zum Mitglied der Akademie der Wissenschaften der UdSSR gewählt. Von 1946 bis 1950 war er Präsident der Chemischen Gesellschaft der Sowjetunion. Ab 1946 war er Abteilungsleiter (Labor für Sorptionsprozesse) im Institut für Physikalische Chemie der Akademie der Wissenschaften.
Seine ganzes wissenschaftliches Leben widmete Dubinin sich der Erforschung von verschiedenen Aspekten der Sorptionsphänomene. Seine Veröffentlichungen wurden international stark beachtet und zitiert. Besonders bekannt wurde er durch die Formulierung eines Modells zur Beschreibung des Gleichgewichts von Adsorption und Desorption, das auf der Potentialtheorie von Michael Polanyi beruht (siehe Sorptionsisotherme). Die von ihm und Raduschkewitsch und Astachow formulierten Gleichungen (englisch: Dubinin-Radushkevich equation bzw. Dubinin-Astakhov equation) dienen insbesondere der Beschreibung der Adsorption in mikroporösen Materialien.
1981 wurde Dubinin von der Karl-Marx-Universität Leipzig mit der Ehrendoktorwürde geehrt.
Dubinin erhielt eine Vielzahl staatlicher Auszeichnungen, so wurde er allein dreimal mit dem Leninorden (1953, 1969 und 1975) und zweimal mit dem Stalinpreis (1942 und 1950) ausgezeichnet.
Seine Grabstätte befindet sich auf dem Kunzewoer Friedhof am Stadtrand von Moskau.

## Schriften (Auswahl)
- M. M. Dubinin: The equation of the charactteristic curve of activated charcoal. In: Dokl. Akad. Nauk SSSR. Band 55, 1947, S. 327–329.
- M. M. Dubinin: The potential theory of adsorption of gases and vapors for adsorbents with energetically nonuniform surfaces. In: Chemical Reviews. Band 60, Nr. 2, 1960, S. 235–241, doi:10.1021/cr60204a006.
- M. M. Dubinin: Adsorption in micropores. In: Journal of Colloid and Interface Science. Band 23, Nr. 4, 1967, S. 487–499, doi:10.1016/0021-9797(67)90195-6.
- M. M. Dubinin, V. A. Astakhov: Description of adsorption equilibria of vapors on zeolites over wide ranges of temperature and pressure. In: Edith M. Flanigen, Leonard B. Sand (Hrsg.): Molecular Sieve Zeolites – II (= Advances in Chemistry). Band 102, 1971, Kap. 44, S. 69–85, doi:10.1021/ba-1971-0102.ch044.
- M. M. Dubinin, H. F. Stoeckli: Homogeneous and heterogeneous micropore structures an carbonaceous adsorbents. In: Journal of Colloid and Interface Science. Band 75, Nr. 1, 1980, S. 34–42, doi:10.1016/0021-9797(80)90346-X.
- M. M. Dubinin: Water vapor adsorption and the microporous structures of carbonaceous adsorbents. In: Carbon. Band 18, Nr. 5, 1980, S. 355–364, doi:10.1016/0008-6223(80)90007-X.
- M. M. Dubinin: Generalization of the theory of volume filling of micropores to nonhomogeneous microporous structures. In: Carbon. Band 23, Nr. 4, 1985, S. 373–380, doi:10.1016/0008-6223(85)90029-6.
- M. M. Dubinin: Adsorption properties and microporous structures of carbonaceous adsorbents. In: Carbon. Band 25, Nr. 5, 1987, S. 593–598, doi:10.1016/0008-6223(87)90208-9.
- M. M. Dubinin: Fundamentals of the theory of adsorption in micropores of carbon adsorbents: Characteristics of their adsorption properties and microporous structures. In: Carbon. Band 27, Nr. 3, 1989, S. 457–467, doi:10.1016/0008-6223(89)90078-X.